# Indiai békászósas
Az indiai békászósas (Clanga hastata), korábban (Aquila hastata) a madarak (Aves) osztályának a vágómadár-alakúak (Accipitriformes) rendjébe, ezen belül a vágómadárfélék (Accipitridae) családjába tartozó faj. Csak 2002 óta tekintik külön fajnak, addig a békászó sas (Clanga pomarina) alfajaként tartották nyilván. A két különálló populáció olyan mértékben módosult, ami szükségessé tette a szétválasztást.

## Előfordulása
Indiában, valamint Banglades, Nepál és Mianmar területén honos. Korábban előfordult Pakisztán területén is, de onnan mára kihalt.
Erdőkben, nedves területek közelében él.

## Megjelenése
Testhossza 60-65 centiméter, szárnyfesztávolsága pedig 135-160 centiméteres, testtömege 1100-2000 gramm közötti. A két nem egyforma, azonban a tojók nagyobbak.

## Életmódja
Békákat, rágcsálókat, madarakat és  ízeltlábúakat fogyaszt.

## Szaporodása
Fára, gallyakból építi fészkét. A fészekalja 2 tojásból áll, melyen 38-40 napig kotlik. A kikelt fiókákról még 55-60 napig a szülők gondoskodnak.